# الیاف پرتابی

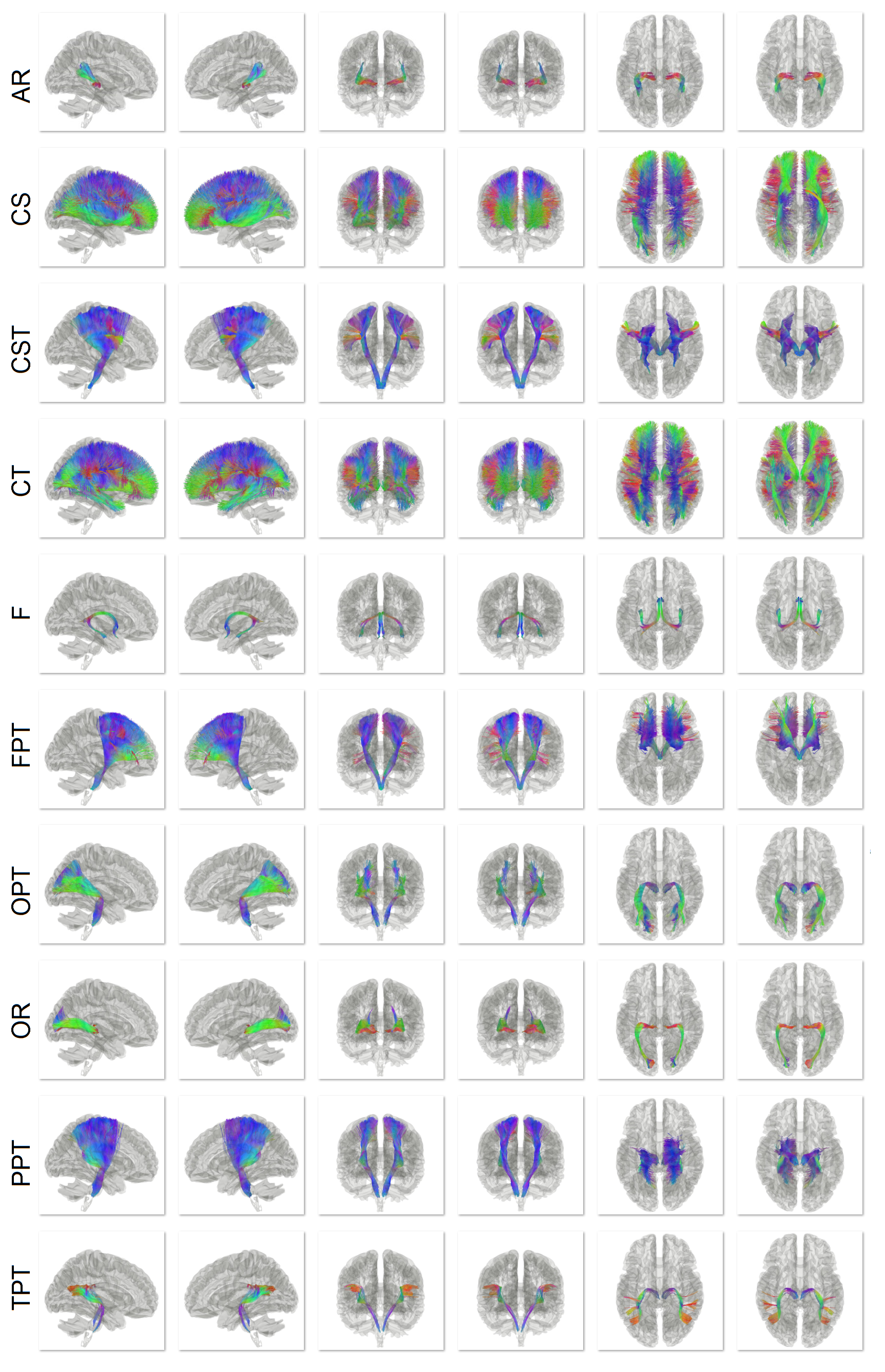
اطلس تراکتوگرافی انسانی با میانگین جمعیت - مسیرهای طرح ریزی

الیاف عصبی پرتابی (به انگلیسی: Projection fiber) شامل الیاف آوران و وابرانی هستند که قشر مخ را با نواحی پایین‌تر مغز و همچنین نخاع متحد می‌کند. در نوروآناتومی بدن انسان، دسته‌های آکسون در مغز که الیاف (به انگلیسی: Fibers) نامیده می‌شوند از روی عملکردشان به سه دسته تقسیم می‌شوند: الیاف محدود به هر نیم‌کره، الیاف پرتابی و الیاف رابط.
الیاف عصبی آوران و وابران از ساقهٔ مغز به مناطق مختلف قشر مخ (و برعکس) باید از بین توده‌های بزرگ مادهٔ خاکستری در داخل نیم‌کره مخ عبور کنند. در بخش فوقانی ساقهٔ مغز، این الیاف یک نوار فشرده را به نام کپسول داخلی تشکیل می‌دهند که در داخل با هستهٔ دم‌دار و تالاموس و در خارج با هستهٔ عدسی مجاورت دارد. به دلیل شکل گوه‌ای هستهٔ عدسی، کپسول داخلی خمیده است و یک بازوی قدامی و یک بازوی خلفی دارد که در محل زانو در امتداد یک‌دیگر قرار می‌گیرند. وقتی الیاف عصبی از قسمت فوقانی از بین توده‌های هسته‌ای ظاهر می‌شوند، در تمام جهات در قشر مخ امتداد می‌یابند. به این الیاف، تاج شعاعی (به انگلیسی: Corona radiata) گفته می‌شود. اکثر الیاف پرتابی در طرف داخل الیاف محدود به هر نیم‌کره قرار می‌گیرند، ولی آن‌ها با الیاف رابط جسم پینه‌ای و رابط قدامی در هم می‌آمیزند. الیافی که در داخل خلفی‌ترین بخش بازوی خلفی کپسول داخلی قرار دارند، به طرف شیار کالکارین می‌روند و اشعهٔ بینایی (به انگلیسی: Optic radiata) را می‌سازند.